# Maria Tomba
Maria Tomba (Verona, 3 ottobre 2002) è una cantautrice italiana.

## Biografia
Nata nel 2002 a Verona e cresciuta a Lobia di San Bonifacio, Maria Tomba è la figlia di Luciana e Massimo Tomba, venuto a mancare dopo una lunga battaglia contro una malattia incurabile durata quindici anni, quando la cantautrice aveva sedici anni. Appassionata di musica fin da piccola, all'età di undici anni ha iniziato a prendere lezioni di canto e negli anni successivi ha studiato teatro e in musical, oltre ad aver preso parte allo Zecchino d'Oro. Durante gli anni del liceo ha avuto le sue prime esperienze musicali come cantante del gruppo Sun School Band. All'età di quattordici anni ha iniziato a scrivere i suoi primi brani e due anni più tardi ha partecipato al Festival del Garda, uscendone vincitrice.
Nel 2023 ha partecipato alla diciassettesima edizione del talent show musicale X Factor, condotta da Francesca Michielin, dove ha preso parte alla squadra di Fedez e classificandosi tra i quattro finalisti. Durante il programma ha presentato il brano Crush, il quale ha anticipato l'uscita del primo EP omonimo. Nel 2024 ha pubblicato il singolo Malefica.
Nello stesso anno ha partecipato al concorso canoro Area Sanremo con Goodbye (voglio good vibes), brano che le ha permesso di qualificarsi tra i concorrenti di Sanremo Giovani, risultando finalista e ottenendo quindi la possibilità di prendere parte al Festival di Sanremo 2025 nella sezione delle "Nuove proposte", dove è stata poi eliminata nella semifinale svoltasi nel corso della seconda serata della manifestazione. Il 14 febbraio dello stesso anno è uscito il suo primo album, Requiem (per un sogno).
Il 5 aprile 2025 ha partecipato come super ospite al Sanremo Pride, invitata dagli organizzatori dell'evento: Arcigay Imperia e Agedo Genova. Durante l'evento ha ricevuto la targa per la menzione icona futura, come parte del primo Premio Queer legato al Festival di Sanremo.

## Discografia

### Album in studio
- 2025 – Requiem (per un sogno)

### EP
- 2023 – Crush

### Singoli
- 2023 – Crush
- 2024 – Malefica
- 2024 – Goodbye (voglio good vibes)

## Programmi televisivi
- X Factor (Sky Uno, Now, TV8, 2023) - concorrente

## Partecipazioni a manifestazioni canore
- Area Sanremo
  - 2024 – Selezionata per Sanremo Giovani con Goodbye (voglio good vibes)
- Festival di Sanremo (Rai 1)
  - 2025 – Non finalista sezione "Nuove proposte" con Goodbye (voglio good vibes)
- Sanremo Giovani (Rai 1)
  - 2024 – Finalista della diciottesima edizione con Goodbye (voglio good vibes)